# Stefan Kuntz
Stefan Kuntz (Neunkirchen, Alemania Occidental, 30 de octubre de 1962) es un exfutbolista y entrenador alemán. Actualmente es el director deportivo del Hamburgo S.V. de la Bundesliga.

## Carrera como jugador
Kuntz comenzó su carrera en 1970 en el Borussia Neunkirchen. El 15 de marzo de 1981 jugó su primer partido con el equipo profesional, que entonces jugaba en la 2. Bundesliga Sur. El entrenador Günther Noel incorporó al entonces joven de 18 años en el minuto 76 en el partido contra el Eintracht Trier. Este partido fue su único partido de segunda división con el Borussia Neunkirchen, porque el club descendió a la Oberliga Südwest al final de la temporada. Kuntz jugó para VfL Bochum, Bayer 05 Uerdingen, 1. FC Kaiserslautern y Arminia Bielefeld y también jugó en Turquía para Beşiktaş J.K.. En 1986 y 1994, Kuntz fue el máximo goleador de la Bundesliga.
En 1995, Kuntz se unió al Beşiktaş turco a pedido de su entrenador compatriota Christoph Daum. Kuntz hizo su debut el 13 de agosto de 1995 en un partido fuera de casa contra el Kayserispor que terminó 1-1. El 24 de septiembre de 1995, marcó su primer gol en el encuentro en casa de la semana 5 contra el Istanbulspor, que terminó 5-2.
Poco antes del comienzo de la temporada 1996/97, Kuntz regresó a Alemania y se mudó al club Arminia Bielefeld de la Bundesliga. En el primer año, el equipo de Ernst Middendorp logró mantenerse en la categoría. Kuntz, que se proclamó campeón de Europa con la selección en el verano de 1996, marcó 14 goles y fue el máximo goleador del equipo. En la temporada 1997-98, cuando Arminia estaba amenazado con el descenso, hubo diferencias con el entrenador Middendorp y el entrenador Lamm. Middendorp criticó el compromiso de su delantero y Georg Koch, el portero del Arminia, incluso acusó a Kuntz de no marcar deliberadamente la portería para poder pasar al 1. FC Kaiserslautern en caso de descenso. La marcha de Kuntz era segura antes de que acabara la temporada. Sin embargo, el paso al FCK no se materializó y terminó yendo al VfL Bochum. Tras una temporada en el VfL, que acabó en descenso, puso fin a su carrera. En total, hizo 449 apariciones y marcó 179 goles en la Bundesliga.
Su partido de despedida tuvo lugar el 21 de julio de 2000 en el estadio Fritz Walter de Kaiserslautern, donde Kuntz había "vivido su mejor momento como futbolista". Después de su etapa como futbolista profesional, Kuntz jugó una temporada más en su tierra natal del Sarre en el entonces club SV Furpach de la A-League. Luego se mudó al FC Palatia Limbach, donde su hermano actuó como entrenador de la liga.

## Carrera internacional
El 18 de diciembre de 1993, Kuntz, quien en ese momento era el máximo goleador de la Bundesliga y fue el máximo goleador al final de la temporada, debutó con la selección alemana. En el partido contra Estados Unidos (victoria por 3-0) estuvo en el once inicial y marcó su primer gol en el minuto 79. Formó parte de la plantilla de la selección nacional para el Mundial de 1994. Hizo una aparición allí (ingresó en el minuto 86 ante Bélgica en los octavos de final).
En la Eurocopa de 1996, Kuntz tuvo un papel clave en el empate 1-1 con Inglaterra en la semifinal, anotando el empate poco después de que los ingleses tomaran la delantera, además de anotar el quinto penalti más tarde en la tanda de penaltis. Durante su carrera internacional, Kuntz disputó 25 partidos, anotando seis goles. Ninguno de estos partidos terminó en derrota para Alemania (20 victorias, una victoria tras la tanda de penaltis y cuatro empates), que es el récord alemán de más partidos sin derrota.

### Participaciones en Copas del Mundo
| Mundial                        | Sede           | Resultado        | Partidos | Goles |
| ------------------------------ | -------------- | ---------------- | -------- | ----- |
| Copa Mundial de Fútbol de 1994 | Estados Unidos | Octavos de final | 1        | 0     |

### Participaciones en Eurocopas
| Eurocopa      | Sede       | Resultado |
| ------------- | ---------- | --------- |
| Eurocopa 1996 | Inglaterra | Campeón   |

## Carrera como entrenador y directivo
El 15 de noviembre de 1999, Kuntz asumió su primer puesto de entrenador en el club de su ciudad natal, el Borussia Neunkirchen. Llevó al equipo al campeonato en la Oberliga Südwest (81 puntos). Jürgen Friedrich, presidente de la junta directiva del 1. FC Kaiserslautern, quería a Kuntz en la dirección del FCK, pero esto fracasó debido a la resistencia de Otto Rehhagel y el presidente de la junta supervisora, Robert Wieschemann. Kuntz había rechazado previamente una oferta de MSV Duisburgo con miras a involucrarse con FCK. En mayo de 2000 se anunció que Kuntz se convertiría en entrenador del Karlsruher SC, que había descendido a la liga regional, para la temporada 2000-01.
El 3 de abril de 2003, ocho partidos antes del final de la temporada, Kuntz fue presentado como nuevo entrenador del Waldhof Mannheim, que estaba en la batalla por el descenso. En este punto, el equipo estaba a cinco puntos de una zona de no descenso. Kuntz firmó un contrato hasta final de temporada con opción a un año más si conseguía mantenerse. Finalmente, el club perdió seis de los últimos ocho juegos y quedó relegado al final de la tabla. Waldhof incluso tuvo que declararse en quiebra y competir en la Oberliga en 2003. Kuntz fue entrenador en la temporada 2003-04 del Rot Weiss Ahlen, también de segunda división. Sin embargo, en la liga no hubo éxito deportivo y en la copa fuiste descalificado porque Kuntz había sustituido a un cuarto extranjero extracomunitario, lo que estaba prohibido en ese momento. En noviembre de 2003 se produjo la separación por un fallo deportivo.
Entre 2008 y 2016, fue presidente de la junta directiva del 1. FC Kaiserslautern. En su primer año, FCK pudo afirmarse en la batalla por el descenso e incluso terminó séptimo en la mesa final. La segunda temporada terminó en descenso. En los siguientes tres años, el equipo fracasó relativamente cerca del resurgimiento. En la temporada 2015-16 se ubicaron mayoritariamente en la mitad de la tabla. El 18 de enero de 2016 se anunció que Kuntz dejaría el FCK al final de la temporada debido a desacuerdos con la junta directiva. El 4 de abril de 2016, Thomas Gries lo reemplazó prematuramente. En noviembre de 2016, se le negó el despido en la asamblea general anual del club por su último año como presidente de la junta.
En agosto de 2016, Kuntz se convirtió en el nuevo entrenador de la selección sub-21 de Alemania, reemplazando a Horst Hrubesch. Los llevó a la final tres veces seguidas en la Eurocopa Sub-21, ganando los títulos en junio de 2017 en Polonia y en junio de 2021 en Eslovenia y Hungría. Además, Kuntz estuvo a cargo de la selección olímpica alemana en el torneo de fútbol de los Juegos Olímpicos de Tokio, que quedó eliminada en la fase de grupos. Kuntz criticó a los clubes por su reticencia a ceder jugadores. La selección olímpica viajó a Japón con 15 jugadores de campo y tres porteros, cuatro plazas de plantilla quedaron sin ocupar por falta de alternativas. Después de los JJOO, Kuntz se encargó de la sub-21 en la clasificación para la Eurocopa Sub-21 de 2023 en septiembre de 2021 hasta que decidió renunciar al cargo para ser el seleccionador de Turquía.
El 19 de septiembre de 2021, fue nombrado nuevo entrenador de la selección turca en reemplazo de Şenol Güneş. Cuando Kuntz asumió el cargo, Turquía ocupaba el tercer lugar después de 6 encuentros, detrás de Países Bajos y Noruega, con una diferencia de 2 puntos con el primer y segundo lugar, que les permitía el ingreso a los play-offs, respectivamente. Kuntz pasó a llevar al equipo a un empate y 3 victorias, sacando a los noruegos del segundo lugar y a los play-offs. Allí, los turcos fueron eliminados por Portugal en las semifinales y, por lo tanto, se quedaron fuera de la clasificación para la Copa del Mundo. El 20 de septiembre de 2023, fue despedido de su cargo luego una floja actuación en la clasificación para la Eurocopa 2024, que se acentuó con las derrotas amistosas ante Japón y Alemania.
En mayo de 2024, fue anunciado como director deportivo del Hamburgo S.V. en lugar de Jonas Boldt.

## Clubes

### Como jugador
| Club                 | País                | Año       | PJ  | G   | A  |
| -------------------- | ------------------- | --------- | --- | --- | -- |
| Borussia Neunkirchen | Alemania Occidental | 1980-1983 | 2   | 0   | 0  |
| VfL Bochum           | Alemania Occidental | 1983-1986 | 108 | 44  | 1  |
| Bayer 05 Uerdingen   | Alemania Occidental | 1986-1989 | 113 | 43  | 6  |
| 1. FC Kaiserslautern | Alemania            | 1989-1995 | 201 | 92  | 21 |
| Beşiktaş JK          | Turquía             | 1995-1996 | 32  | 11  | 4  |
| Arminia Bielefeld    | Alemania            | 1996-1998 | 69  | 26  | 2  |
| VfL Bochum           | Alemania            | 1998-1999 | 21  | 6   | 0  |
| Total                | Total               | Total     | 546 | 222 | 34 |

### Como entrenador
| Club                         | País     | Año       | PJ  | V   | E  | D  | Rendimiento |
| ---------------------------- | -------- | --------- | --- | --- | -- | -- | ----------- |
| Borussia Neunkirchen         | Alemania | 1999-2000 | 22  | 15  | 2  | 5  | 71.21%      |
| Karlsruher SC                | Alemania | 2000-2002 | 79  | 30  | 20 | 29 | 46.41%      |
| SV Waldhof Mannheim          | Alemania | 2003      | 8   | 1   | 1  | 6  | 16.67%      |
| Rot Weiss Ahlen              | Alemania | 2003      | 13  | 4   | 1  | 8  | 33.33%      |
| Selección sub-21 de Alemania | Alemania | 2016-2021 | 53  | 38  | 7  | 8  | 76.1%       |
| Selección de Turquía         | Turquía  | 2021-2023 | 19  | 12  | 3  | 4  | 68.42%      |
| Total                        | Total    | Total     | 197 | 101 | 35 | 61 | 57.19%      |

## Palmarés

### Como jugador

#### Campeonatos nacionales
| Título                | Club                 | País                | Año     |
| --------------------- | -------------------- | ------------------- | ------- |
| Copa de Alemania      | 1. FC Kaiserslautern | Alemania Occidental | 1989-90 |
| Bundesliga            | 1. FC Kaiserslautern | Alemania            | 1990-91 |
| Supercopa de Alemania | 1. FC Kaiserslautern | Alemania            | 1991    |

#### Campeonatos internacionales
| Título   | Selección             | País     | Año  |
| -------- | --------------------- | -------- | ---- |
| Eurocopa | Selección de Alemania | Alemania | 1996 |

### Como entrenador

#### Campeonatos internacionales
| Título          | Selección                    | País     | Año  |
| --------------- | ---------------------------- | -------- | ---- |
| Eurocopa Sub-21 | Selección sub-21 de Alemania | Alemania | 2017 |
| Eurocopa Sub-21 | Selección sub-21 de Alemania | Alemania | 2021 |